# 한국환경산업기술원
한국환경산업기술원(韓國環境産業技術院, Korea Environmental Industry and Technology Institute, KEITI)은 환경기술 개발 및 친환경상품의 구매를 효율적으로 지원하고 환경산업을 수출전략산업으로 육성하여, 국민의 삶의 질 향상과 국가경제의 지속가능한 발전에 기여하고자 설립되었다. 공공기관 선진화 계획에 따라 한국환경기술진흥원과 친환경상품진흥원이 통합되어 2009년 4월 8일 한국환경산업기술원으로 출범하였다. 서울특별시 은평구 진흥로 215에 위치해 있으며, 대한민국 환경부 산하 위탁집행형 준정부기관이다.

## 설립 근거
- 한국환경산업기술원법 제1조(목적)

## 연혁
- 생활화학제품안전센터 개소('19.1)
- 국가공인시험기관 KOLAS 인증 획득('18.6)
- 평창 동계올림픽 친환경홍보관 운영('18.2)
- 인천 환경산업연구단지 개소('17.7)
- 한국환경산업기술원법 시행('16.12)
- 한국환경산업기술원 신청사 개소('16.12)
- 한국환경산업기술원법 제정 및 공포('15.12)
- 토양환경센터 개소('15.3)
- 창조경제센터 개소('14.9)
- 환경산업협력센터(콜롬비아, 알제리) 운영('13.9/'13.12)
- UNEP SPPI(UN환경계획 공공구매협의회) 자문기관(‘13.1)
- 환경분석센터 설립('12.11)
- 해외환경협력센터(중국, 베트남, 인도네시아) 운영('11.6)
- 한국환경산업기술원 개원('09.4.8)
- 환경기술개발 및 지원에 관한 법률 일부 개정ㆍ공포('09.1)
- 한국환경기술진흥원 및 친환경상품진흥원 통합 결정('08.8)
- 한국환경기술진흥원 및 친환경상품진흥원 법정법인화('05.7/'05.9)

## 조직

### 한국환경산업기술원장
- 감사실
- 경영기획처
  - 기획조정팀
  - 인재경영팀
  - 국가환경정보센터
  - 고객홍보팀
  - 시설안전팀

#### 환경기술산업본부
- 환경기술처
  - 성과총괄팀
  - 기술혁신기획팀
  - 미래환경기술팀
  - 자연환경기술팀
  - 생활환경기술팀
  - 기술평가팀
- 환경산업처
  - 환경기업육성팀
  - 해외사업개발팀
  - 수출기업지원팀
  - 금융지원팀
  - 연구단지기획팀
  - 연구단지기업지원팀
  - 연구단지운영관리팀

#### 친환경안전본부
- 친환경사업처
  - 친환경전략팀
  - 친환경경영팀
  - 친환경생활팀
  - 환경표지인증팀
  - 환경성적인증팀
  - 제품시험분석팀
  - 제품사후관리팀
- 환경보건안전처
  - 보건안전기획팀
  - 생활화학제품안전센터
  - 환경피해대응팀
  - 가습기살균제종합지원센터
  - 석면피해구제팀